# Peracense
Peracense (aragónul Peracens) település Spanyolországban, Teruel tartományban. Peracense Alba, Almohaja, Ródenas, Villar del Salz és Villafranca del Campo községekkel határos. Lakosainak száma 74 fő (2024).

## Népesség
A település népessége az utóbbi években az alábbiak szerint változott:
| Lakosok száma | 106  | 107  | 121  | 93   | 77   | 69   | 75   | 77   | 78   | 74   |
|               | 2001 | 2004 | 2007 | 2009 | 2012 | 2014 | 2017 | 2019 | 2022 | 2024 |